# Riley (automobile)
Cet article concerne le constructeur anglais fondé en 1890. Pour l'écurie d'IRL, voir Riley & Scott. Pour le producteur de châssis Daytona Prototype, voir Riley Technologies.
Riley était un constructeur anglais de bicycles et d'automobiles actif entre 1890 et 1969. Le siège social était basé à Coventry dans les Midlands de l'Ouest . 
Depuis 2000, Les droits de la marque Riley appartiennent au constructeur allemand BMW. 

## Histoire

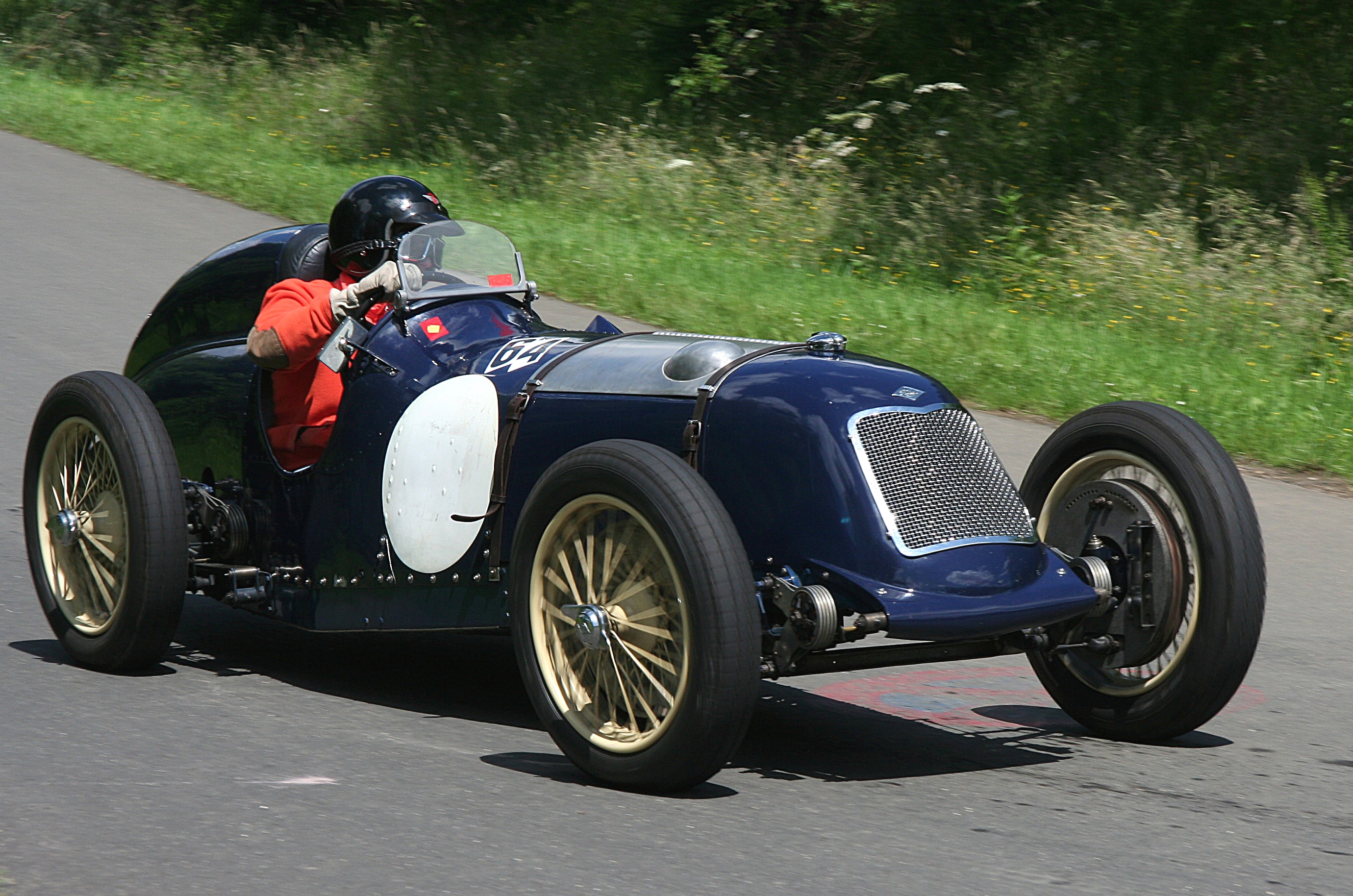
Riley T Sprite 1996 cm3 de 1936.

Percy Riley commence la fabrication de sa première voiture en 1898 à l'âge de seize ans dans l'entreprise achetée par son père William Riley Jr. À partir de 1913, les frères Riley développent l'entreprise en construisant des automobiles complètes.
Riley est racheté par William Richard Morris en 1938 et forme Nuffield Organisation avec les marques Wolseley et MG. Puis l'entreprise est achetée par British Motor Corporation en 1952 et devient une des marques de Rover.
Lors de son passage dans le giron du groupe British Leyland, la marque Riley a produit une version « élégantisée » de la célèbre Austin Mini, la Riley Elf. Il s'agissait d'un peu plus que de « badge engineering » (création d'un « nouveau modèle » en apposant son écusson sur un produit d'origine extérieure), la carrosserie étant rallongée et dotée d'un style un peu plus classique, type tricorps. Cette version au style assez classique, voire rétrograde était aussi proposée avec un écusson Wolseley sous le nom de modèle Hornet.
La marque Riley a disparu en 1969 à la suite de la naissance de British Leyland.

## 1994-2000
En 1994, la marque appartenait à BMW lorsque celui-ci a pris le contrôle de Rover, mais 6 ans plus tard le constructeur bavarois a jeté l'éponge en revendant Rover et MG aux Phoenix Venture Holdings, un groupe d'industriels mené par John Towers, un ancien patron de Rover.
En 2000, lors de la cession de Rover et MG aux Phoenix Venture Holdings, BMW a refusé d'inclure les droits d'utilisation des marques Riley et Triumph dans le contrat de vente. 
Après avoir racheté Rover et de la marque de voitures de sport MG à BMW, les Phoenix Venture Holdings ont ensuite renommé la société MG Rover et transféré le siège social à Longbridge.